# Chimarra ram
Chimarra ram är en nattsländeart som beskrevs av Malicky 1993. Chimarra ram ingår i släktet Chimarra och familjen stengömmenattsländor. Inga underarter finns listade i Catalogue of Life.